# Jacurutu
O jacurutu (Bubo virginianus nacurutu), também conhecido como corujão-orelhudo, inhacurutu, mocho-orelhudo, coruja-orelhuda, corujão, jucurutu e joão-curutu, é uma subespécie de ave estrigiforme pertencente à família Strigidae. É uma das subespécies do grande corujão-da-virgínia (Bubo virginianus). Vive em matas tropicais da América do Sul. Geralmente, ocorre em áreas mais abertas do que as áreas habitadas pelos corujões norte-americanos, e evita floresta úmida densa como, por exemplo, a Floresta Amazônica. Ao contrário de outras subespécies de corujão-da-virgínia, os olhos do jacurutu são âmbar, em vez de amarelos. Embora seja a maior coruja na sua gama, tem um menor porte se comparada às espécies norte-americanas.

## Características
É a maior coruja brasileira, bem como a maior ave noturna do país. Tem o tamanho de um gavião carcará, mas parece mais volumosa. Porte avantajado, pouco maior que uma galinha.
Partes inferiores densamente cobertas com linhas transversais. Garganta branco puro e parte superior mesclada terrosa. Possui disco facial que tem papel importante como refletor sonoro, ampliando o volume do som e aprimorando a localização da presa. Olhos grandes e frontais, com a íris laranja (não amarela como as subespécies da América do Norte). Cabeça com excelente mobilidade giratória.
Orelhas largas e eretas sempre visíveis, constituídas de penas diferenciadas. Ao que se sabe, são ornamentos, sem função específica. Mede 50 centímetros de comprimento e pesa mais de 1 quilograma.

## Habitat
Beira da mata, capões e nos campos, normalmente próximo da água.

## Ocorrência
O jacurutu é conhecidoː nas regiões Norte, Centro-Oeste, Sudeste e Sul do Brasil; leste da Colômbia; Venezuela; Belize; Guiana Francesa; Bolívia; e Argentina.

## Hábitos
Possui voo silencioso, possibilitado pela estrutura das penas, a qual elimina componentes ultrassônicos, facilitando a caça e a orientação da ave. Possui hábitos noturnos, mas pode ser vista durante o dia.

## Alimentação
Pequenos mamíferos, ratões e gambás (suas presas mais comuns). Também aves do porte de patos, gansos, garças e aves de rapina de médio e pequeno porte (incluindo outras espécies de coruja), répteis, sapos, porém não rejeitam insetos e aranhas.
Caçam geralmente em áreas abertas ou semiabertas, bordas de matas ou clareiras, partindo geralmente de um poleiro, de onde mergulham para apanhar as presas.

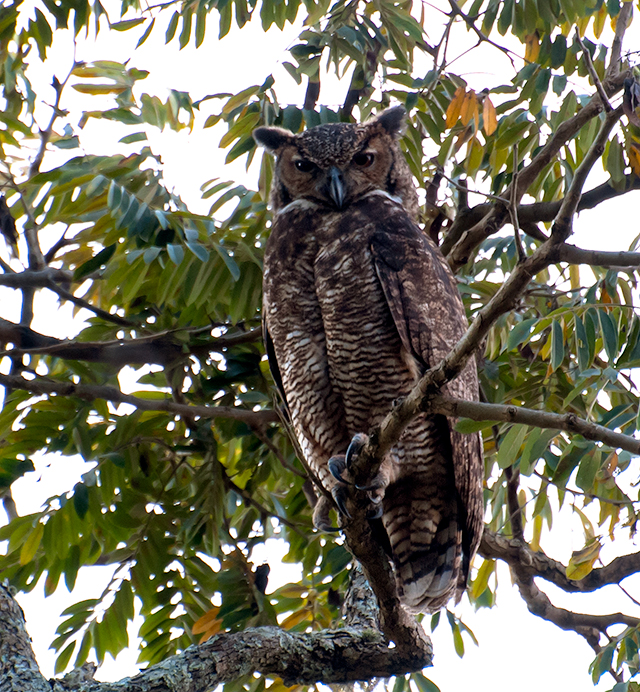
Jacurutu durante o dia em Extrema.

Algumas vezes, detecta a presa durante o voo, mergulhando para capturá-la.
A ave mata a presa utilizando as poderosas garras e bicando a cabeça. A presa é, então, levada a um lugar seguro para ser devorada, ou para o ninho para alimentar os filhotes. A comida excedente é, frequentemente, armazenada em esconderijos em seu território.

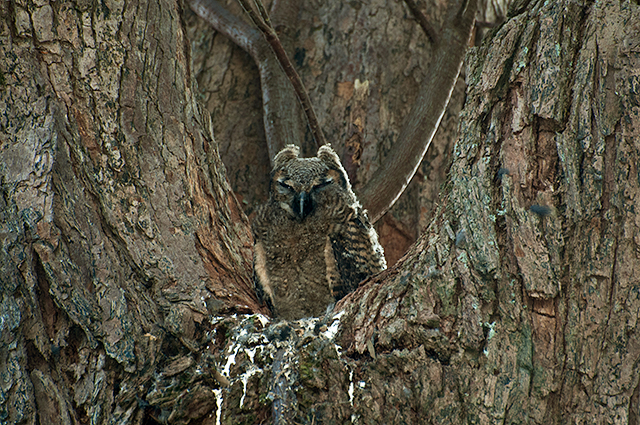
Jacurutu no ninho em Extrema.

## Reprodução
Essa espécie se nidifica em ninhos abandonados em árvores, em penhascos, cavernas ou mais raramente em meio a vegetação no solo. Coloca de 1 a 2 ovos nas regiões tropicais e 6 a 7 nas regiões mais frias do continente. Os ovos são incubados pela fêmea por 26-35 dias, os jovens começam a alçar os primeiros voos e sair do ninho com 6 a 7 semanas de vida. O território é mantido pelo casal por vários anos.

## Etimologia
"Jacurutu" e "inhacurutu" procedem do tupi antigo îakurutu.